# Discografia di Usher
Questa pagina contiene la discografia del cantante R&B statunitense Usher.

## Album

### Album in studio
| Anno | Album              | Posizione classifica | Posizione classifica | Posizione classifica | Posizione classifica | Posizione classifica | Posizione classifica | Posizione classifica | Sales and Certifications |
| Anno | Album              | U.S.                 | UK                   | CAN                  | AUS                  | FR                   | GER                  | EU                   | Sales and Certifications |
| ---- | ------------------ | -------------------- | -------------------- | -------------------- | -------------------- | -------------------- | -------------------- | -------------------- | --- |
| 1993 | Usher              | 167                  | —                    | —                    | —                    | —                    | —                    | —                    | - Certificazioni RIAA: n/a - Vendite USA: 30,000 - Vendite mondiali: 300,000+                                                                   |
| 1997 | My Way             | 4                    | 16                   | 13                   | 37                   | 38                   | 41                   | —                    | - Certificazioni CIAA: 2x disco di platino - Certificazioni RIAA: 6x disco di platino - Vendite USA: 6.3 milioni - Vendite mondiali: 8 milioni  |
| 2001 | 8701               | 4                    | 1                    | 1                    | 7                    | 14                   | 7                    | 4                    | - Certificazioni RIAA: 4x disco di platino - Vendite USA: 4.3 milioni - Vendite mondiali: 8 milioni                                             |
| 2004 | Confessions        | 1                    | 1                    | 1                    | 2                    | 4                    | 2                    | 1                    | - Certificazioni CIAA: 6x disco di platino - Certificazioni RIAA: 10x disco di platino - Vendite USA: 10 milioni - Vendite mondiali: 20 milioni |
| 2008 | Here I Stand       | 1                    | 1                    | 1                    | 1                    | 7                    | 10                   | 3                    | - Certificazioni RIAA: disco di platino - Vendite USA: 1.2 milioni - Vendite mondiali: 2 milioni                                                |
| 2010 | Raymond v. Raymond | 1                    |                      | 4                    | 7                    | 51                   | 47                   | 69                   | - Certificazioni RIAA: - Vendite USA: - Vendite mondiali:                                                                                       |

### Extended plays
| Anno | EP                                                                            | Posizione più alta | Posizione più alta | Posizione più alta | Posizione più alta | Posizione più alta | Posizione più alta | Posizione più alta | Posizione più alta | Posizione più alta | Posizione più alta | Vendite       |
| Anno | EP                                                                            | US                 | UK                 | IRL                | CAN                | AUS                | FRA                | SWI                | GER                | NLD                | EU                 | Vendite       |
| ---- | ----------------------------------------------------------------------------- | ------------------ | ------------------ | ------------------ | ------------------ | ------------------ | ------------------ | ------------------ | ------------------ | ------------------ | ------------------ | ------------- |
| 2010 | Versus - Primo EP - Data di pubblicazione: 14 agosto 2010 - Etichetta: LaFace | 4                  | —                  | —                  | 12                 | —                  | —                  | 61                 | 46                 | 58                 | —                  | - US: 117,000 |

### Altri
| Year | Album                                         | Chart positions |
| Year | Album                                         | U.S.            |
| ---- | --------------------------------------------- | --------------- |
| 1999 | Usher Live - Certificazioni RIAA: disco d'oro | 73              |

## DVDs
| Year | Album                                                     |
| ---- | --------------------------------------------------------- |
| 2002 | Evolution 8701 Live in Concert - Concerto                 |
| 2004 | Unauthorized - documentario                               |
| 2005 | Truth Tour behind the Truth: Live from Atlanta - Concerto |
| 2006 | Rhythm City Volume One: Caught Up - Cortometraggio        |

## Singoli
| Anno | Titolo                                                      | Posizione in classifica | Posizione in classifica | Posizione in classifica | Posizione in classifica | Posizione in classifica | Posizione in classifica | Posizione in classifica | Posizione in classifica | Posizione in classifica | Posizione in classifica |     | Album              |
| Anno | Titolo                                                      | U.S.                    | U.S. R&B                | UK                      | AUS                     | GER                     | NZ                      | SWI                     | NET                     | FRA                     | SWE                     | ITA | Album              |
| ---- | ----------------------------------------------------------- | ----------------------- | ----------------------- | ----------------------- | ----------------------- | ----------------------- | ----------------------- | ----------------------- | ----------------------- | ----------------------- | ----------------------- | --- | ------------------ |
| 1993 | "Call Me a Mack"                                            | —                       | 56                      | —                       | —                       | —                       | —                       | —                       | —                       | —                       | —                       | —   | Poetic Justice     |
| 1994 | "Can U Get Wit It"                                          | 59                      | 13                      | 91                      | —                       | —                       | —                       | —                       | —                       | —                       | —                       | —   | Usher              |
| 1995 | "Think of You"                                              | 58                      | 8                       | 70                      | —                       | —                       | —                       | —                       | —                       | —                       | —                       | —   | Usher              |
| 1995 | "The Many Ways"                                             | —                       | 42                      | —                       | —                       | —                       | —                       | —                       | —                       | —                       | —                       | —   | Usher              |
| 1997 | "You Make Me Wanna"                                         | 2                       | 1                       | 1                       | 6                       | 18                      | 15                      | 12                      | 6                       | 20                      | 24                      | —   | My Way             |
| 1998 | "Nice and Slow"                                             | 1                       | 1                       | 24                      | 44                      | —                       | 7                       | —                       | 20                      | —                       | 59                      | —   | My Way             |
| 1998 | "My Way"                                                    | 2                       | 4                       | —                       | 48                      | 49                      | 17                      | —                       | 21                      | —                       | —                       | —   | My Way             |
| 1998 | "Bed Time"                                                  | —                       | 66                      | —                       | —                       | —                       | —                       | —                       | —                       | —                       | —                       | —   | My Way             |
| 2001 | "Pop Ya Collar"                                             | 60                      | 25                      | 2                       | 25                      | 30                      | —                       | 36                      | 16                      | —                       | 40                      | —   | 8701               |
| 2001 | "U Remind Me"                                               | 1                       | 1                       | 3                       | 4                       | 21                      | 3                       | 22                      | 4                       | 3                       | 12                      | 50  | 8701               |
| 2001 | "U Got It Bad"                                              | 1                       | 1                       | 5                       | 3                       | 26                      | 3                       | 13                      | 20                      | 18                      | 50                      | —   | 8701               |
| 2002 | "U Don't Have to Call" ¹                                    | 3                       | 2                       | 4                       | —                       | —                       | 27                      | —                       | —                       | 72                      | —                       | —   | 8701               |
| 2002 | "U-Turn"                                                    | —                       | —                       | 16                      | 7                       | 51                      | —                       | 22                      | 27                      | —                       | 51                      | —   | 8701               |
| 2004 | "Yeah!" (featuring Lil Jon e Ludacris)                      | 1                       | 1                       | 1                       | 1                       | 1                       | 1                       | 1                       | 1                       | 1                       | 4                       | 3   | Confessions        |
| 2004 | "Burn"                                                      | 1                       | 1                       | 1                       | 2                       | 11                      | 1                       | 10                      | 12                      | 29                      | 18                      | 22  | Confessions        |
| 2004 | "Confessions Part II" ²                                     | 1                       | 1                       | 5                       | 5                       | —                       | —                       | —                       | —                       | 43                      | —                       | —   | Confessions        |
| 2004 | "My Boo" (Duetto con Alicia Keys)                           | 1                       | 1                       | 5                       | —                       | 4                       | —                       | 3                       | 6                       | 19                      | 18                      | —   | Confessions        |
| 2005 | "Caught Up"                                                 | 8                       | 13                      | 9                       | 15                      | 26                      | 12                      | 22                      | 12                      | —                       | —                       | —   | Confessions        |
| 2008 | "Love in This Club" (featuring Young Jeezy)                 | 1                       | 1                       | 4                       | 8                       | 5                       | 1                       | 9                       | —                       | 9                       | 8                       | —   | Here I Stand       |
| 2008 | "Love in This Club Part II" (featuring Beyoncé e Lil Wayne) | 18                      | 7                       | 59                      | 96                      | 29                      | —                       | —                       | —                       | —                       | —                       | —   | Here I Stand       |
| 2008 | "Moving Mountains"                                          | 67                      | 18                      | 25                      | 36                      | 28                      | 6                       | —                       | —                       | —                       | 21                      | —   | Here I Stand       |
| 2008 | "Trading Places"                                            | 45                      | 4                       | —                       | —                       | —                       | —                       | —                       | —                       | —                       | —                       | —   | Here I Stand       |
| 2009 | "Here I Stand"                                              | 106                     | 18                      | -                       | -                       | -                       | -                       | -                       | -                       | -                       | -                       | —   | Here I Stand       |
| 2009 | "Hey Daddy (Daddy's Home)"                                  | 25                      | 2                       | -                       | -                       | -                       | -                       | -                       | -                       | -                       | -                       | —   | Raymond v. Raymond |
| 2010 | "Lil Freak" (featuring Nicki Minaj)                         | 40                      | 8                       | —                       | —                       | —                       | —                       | —                       | —                       | —                       | 109                     | —   | Raymond v. Raymond |
| 2010 | "OMG" (featuring will.i.am)                                 | 1                       | 3                       | 1                       | 28                      | 21                      | 39                      | 1                       | 2                       | 1                       | 1                       | 50  | Raymond v. Raymond |
| 2010 | "There Goes My Baby"                                        | 26                      | 2                       | —                       | —                       | —                       | —                       | —                       | —                       | —                       | 138                     | —   | Raymond v. Raymond |
| 2010 | "DJ Got Us Fallin' in Love" (featuring Pitbull)             | 5                       | —                       | 10                      | —                       | —                       | —                       | —                       | 17                      | —                       | 20                      | 39  | Versus             |
| 2010 | "Hot Tottie" (featuring Jay-Z)                              | 21                      | 9                       | 104                     | —                       | —                       | —                       | —                       | —                       | —                       | —                       | —   | Versus             |
| 2010 | "More"                                                      | 73                      | 7                       | 29                      | —                       | —                       | —                       | —                       | —                       | —                       | —                       | —   | Versus             |

### Singoli ospite
| Anno | Titolo                                                                | Posizione in classifica | Posizione in classifica | Posizione in classifica | Posizione in classifica | Album                        |
| Anno | Titolo                                                                | U.S.                    | U.S. R&B                | UK                      | AUS                     | Album                        |
| ---- | --------------------------------------------------------------------- | ----------------------- | ----------------------- | ----------------------- | ----------------------- | ---------------------------- |
| 2002 | "I Need a Girl (Part One)" (P. Diddy featuring Usher and Loon)        | 2                       | 2                       | 4                       | 5                       | We Invented the Remix Vol. 1 |
| 2004 | "Lovers and Friends" (Lil Jon featuring Usher e Ludacris)             | 3                       | 2                       | 10                      | 36                      | Crunk Juice                  |
| 2007 | "Same Girl" (R. Kelly featuring Usher)                                | 20                      | 4                       | 26                      | 47                      | Double Up                    |
| 2009 | "Spotlight" (Gucci Mane featuring Usher)                              | 42                      | 15                      | 46                      | -                       | Double Up                    |
| 2009 | "Fed Up" (DJ Khaled featuring Usher, Young Jeezy, Rick Ross, & Drake) | -                       | 25                      | -                       | -                       | Victory                      |